# SpVgg ASCO Königsberg
Lo Spielvereinigung Akademischer Sportclub Ostpreußen e.V. Königsberg, abbrebiato in SpVgg ASCO Königsberg), fu una società calcistica tedesca della città prussiana di Königsberg, ora Kaliningrad, Russia.

## Storia
Il club nacque nel 1919 dalla fusione fra lo Sportclub Ostpreußen 1902 e l'Akademischer Sportclub. Con l'ingresso dell'Armata Rossa in città nel 1945 e la successiva annessione della Prussia Orientale all'Unione Sovietica, il sodalizio sportivo venne sciolto.

## Giocatori celebri
- Fritz Ruchay